# Звеженське-Поле
Звеженське-Поле (пол. Zwierzeńskie Pole, нім. Thiergartsfelde) — село в Польщі, у гміні Маркуси Ельблонзького повіту Вармінсько-Мазурського воєводства.
Населення — 122 особи (2011).
У 1975-1998 роках село належало до Ельблонзького воєводства.

## Демографія
Демографічна структура станом на 31 березня 2011 року:
|          | Загалом | Допрацездатний вік | Працездатний вік | Постпрацездатний вік |
| -------- | ------- | ------------------ | ---------------- | -------------------- |
| Чоловіки | 65      | 19                 | 41               | 5                    |
| Жінки    | 57      | 11                 | 33               | 13                   |
| Разом    | 122     | 30                 | 74               | 18                   |